# Three Times a Lady (Commodores)
"Three Times a Lady" is een nummer van de Amerikaanse soulgroep Commodores. Het nummer verscheen op hun album Natural High uit 1978. Op 8 juni van dat jaar werd het nummer uitgebracht als de eerste single van het album.

## Achtergrond
"Three Times a Lady" is geschreven door leadzanger Lionel Richie en geproduceerd door James Anthony Carmichael. Richie schreef het nummer na een speech van zijn vader aan zijn moeder op hun 37e trouwdag. Zijn vader sprak de woorden "Ze is een geweldige vrouw, ze is een geweldige moeder, en ze is een geweldige vriend." Naar aanleiding van deze toast werd Richie geïnspireerd om een wals te schrijven, die hij op zou dragen aan zijn eigen vrouw. Hij wilde het oorspronkelijk door Frank Sinatra laten zingen, omdat hij dacht dat een wals bij de stijl van de Commodores zou horen. Producer Carmichael overtuigde hem er echter van om het toch zelf op te nemen.
"Three Times a Lady" werd een grote hit. In de Amerikaanse Billboard Hot 100 werd het de eerste nummer 1-hit van de groep, en ook in het Verenigd Koninkrijk, Australië, Canada, de Filipijnen, Ierland en Zuid-Afrika bereikte het de toppositie. In totaal bereikte de single in 25 landen de top 5 van de hitlijsten. In Nederland kwam het tot de derde plaats in zowel de Top 40 als de Nationale Hitparade, terwijl in Vlaanderen de zevende plaats in de voorloper van de Ultratop 50 bereikte.
Naar aanleiding van "Three Times a Lady" werd Richie steeds vaker gevraagd om nummers voor andere artiesten te schrijven. In eerste instantie sloeg hij alle aanbiedingen af, maar uiteindelijk besloot hij om met Kenny Rogers samen te werken. Deze samenwerking resulteerde in de hitsingle "Lady" uit 1980.

## Hitnoteringen

### Nederlandse Top 40
| Hitnotering: 09-09-1978 t/m 25-11-1978 | Hitnotering: 09-09-1978 t/m 25-11-1978 | Hitnotering: 09-09-1978 t/m 25-11-1978 | Hitnotering: 09-09-1978 t/m 25-11-1978 | Hitnotering: 09-09-1978 t/m 25-11-1978 | Hitnotering: 09-09-1978 t/m 25-11-1978 | Hitnotering: 09-09-1978 t/m 25-11-1978 | Hitnotering: 09-09-1978 t/m 25-11-1978 | Hitnotering: 09-09-1978 t/m 25-11-1978 | Hitnotering: 09-09-1978 t/m 25-11-1978 | Hitnotering: 09-09-1978 t/m 25-11-1978 | Hitnotering: 09-09-1978 t/m 25-11-1978 | Hitnotering: 09-09-1978 t/m 25-11-1978 | Hitnotering: 09-09-1978 t/m 25-11-1978 |
| Week                                   | 1                                      | 2                                      | 3                                      | 4                                      | 5                                      | 6                                      | 7                                      | 8                                      | 9                                      | 10                                     | 11                                     | 12                                     |                                        |
| -------------------------------------- | -------------------------------------- | -------------------------------------- | -------------------------------------- | -------------------------------------- | -------------------------------------- | -------------------------------------- | -------------------------------------- | -------------------------------------- | -------------------------------------- | -------------------------------------- | -------------------------------------- | -------------------------------------- | -------------------------------------- |
| Positie                                | 15                                     | 7                                      | 6                                      | 5                                      | 3                                      | 3                                      | 3                                      | 6                                      | 11                                     | 22                                     | 34                                     | 37                                     | uit                                    |

### Nationale Hitparade
| Hitnotering: 09-09-1978 t/m 02-12-1978 | Hitnotering: 09-09-1978 t/m 02-12-1978 | Hitnotering: 09-09-1978 t/m 02-12-1978 | Hitnotering: 09-09-1978 t/m 02-12-1978 | Hitnotering: 09-09-1978 t/m 02-12-1978 | Hitnotering: 09-09-1978 t/m 02-12-1978 | Hitnotering: 09-09-1978 t/m 02-12-1978 | Hitnotering: 09-09-1978 t/m 02-12-1978 | Hitnotering: 09-09-1978 t/m 02-12-1978 | Hitnotering: 09-09-1978 t/m 02-12-1978 | Hitnotering: 09-09-1978 t/m 02-12-1978 | Hitnotering: 09-09-1978 t/m 02-12-1978 | Hitnotering: 09-09-1978 t/m 02-12-1978 | Hitnotering: 09-09-1978 t/m 02-12-1978 | Hitnotering: 09-09-1978 t/m 02-12-1978 |
| Week                                   | 1                                      | 2                                      | 3                                      | 4                                      | 5                                      | 6                                      | 7                                      | 8                                      | 9                                      | 10                                     | 11                                     | 12                                     | 13                                     |                                        |
| -------------------------------------- | -------------------------------------- | -------------------------------------- | -------------------------------------- | -------------------------------------- | -------------------------------------- | -------------------------------------- | -------------------------------------- | -------------------------------------- | -------------------------------------- | -------------------------------------- | -------------------------------------- | -------------------------------------- | -------------------------------------- | -------------------------------------- |
| Positie                                | 27                                     | 10                                     | 5                                      | 3                                      | 4                                      | 4                                      | 4                                      | 7                                      | 11                                     | 15                                     | 22                                     | 39                                     | 49                                     | uit                                    |

### NPO Radio 2 Top 2000
| Nummer met noteringen in de NPO Radio 2 Top 2000 | '99 | '00 | '01 | '02 | '03 | '04 | '05 | '06 | '07 | '08 | '09  | '10 | '11  | '12  | '13  | '14  | '15 | '16  | '17  |
| ------------------------------------------------ | --- | --- | --- | --- | --- | --- | --- | --- | --- | --- | ---- | --- | ---- | ---- | ---- | ---- | --- | ---- | ---- |
| Three Times a Lady                               | 553 | 520 | 810 | 691 | 736 | 607 | 490 | 795 | 938 | 700 | 1083 | 880 | 1023 | 1572 | 1471 | 1761 | -   | 1712 | 1815 |

1. ↑  Een '-' betekent dat het nummer niet was genoteerd en een vetgedrukt getal geeft de hoogste notering aan.
2. ↑  Deze tabel is bijgewerkt tot en met de laatste editie (2024).